# Sinclética Torres
Sinclética Soares dos Santos Torres (Luanda, Angola, 24 de junho de 1928 – Lisboa, Portugal, 4 de outubro de 1991) foi uma farmacêutica e política luso-angolana. Foi a primeira mulher negra deputada em Portugal, quando teve assento na Assembleia Nacional, durante o Estado Novo, entre 1965 e 1974.

## Biografia
Nasceu em Luanda, em 1928. Licenciou-se em Farmácia pela Universidade do Porto. Em Angola, foi diretora do Depósito Distrital de Medicamentos de Moçâmedes, diretora da Farmácia Externa n.º 1 dos Serviços de Saúde e Assistência, diretora da Farmácia do Hospital de Moçâmedes e inspetora do exercício farmacêutico do distrito de Moçâmedes.
Foi ainda vogal do Conselho Legislativo da Província de Angola (1962-1965).
Em 1965, ascendeu a deputada na Assembleia Nacional pelo círculo de Angola, cargo que exerceu ao longo das IX, X e XI Legislaturas daquela câmara (entre 1965 e 1974), até à Revolução dos Cravos. Na IX Legislatura, integrou a Comissão Parlamentar do Trabalho, Previdência e Assuntos Sociais. Nas seguintes legislaturas, integrou a do Ultramar.
Depois do 25 de abril, viveu em Angola, chegando a estar à frente da Direção Nacional de Medicamentos. De regresso a Lisboa, em 1981, abriu a Farmácia Torres e morreu na capital portuguesa.
Pertence à mesma família de Francisca Van Dunem e de Hélder Vieira Dias (Kopelipa).